# Life's Too Good
Life's Too Good es el primer álbum de estudio del grupo islandés de rock alternativo The Sugarcubes. Fue lanzado en abril de 1988 por One Little Indian en el Reino Unido y Europa, y en mayo de 1988 por Elektra Records en los Estados Unidos. El álbum fue un éxito inesperado y atrajo atención internacional, especialmente para la cantante Björk, quien pondría en marcha una exitosa carrera como solista en 1993.
Conformada por veteranos de la cultura roquera de los 80 en Reykjavík, la banda tomó elementos del sonido post punk que caracterizaba a la escena, con la intención de crear una interpretación jocosa del optimismo característico de la música pop, aspecto que se refleja en el título del disco. A pesar de nunca tener intención de ser tomados en serio y debido al éxito de su debut y obligaciones contractuales, The Sugarcubes lanzaron otros dos álbumes de estudio.

## Producción
Formada en junio de 1986, la banda contaba con Bragi Ólafsson en el bajo, Þór (Thor) Eldon en la guitarra y Bjork Guðmundsdóttir como voz y en el teclado. Poco después se sumaron Einar Örn Benediktsson también como voz y en la trompeta, y Sigtryggur Baldursson en la batería.La producción estuvo a cargo de Derek Birkett y Ray Shulman.

## Lista de canciones
1. Traitor (03:08)
2. Motorcrash (02:23)
3. Birthday (03:59)
4. Delicious Demon (02:43)
5. Mama (02:56)
6. Coldsweat (03:15)
7. Blue Eyed Pop (02:38)
8. Deus (04:07)
9. Sick For Toys (03:15)
10. Fucking In Rythym & Sorrow (03:14)
11. Take Some Petrol Darling (01:27)

| Life's Too Good — Bonus Tracks de la versión estadounidense en CD |             |          |  |
| N.º                                                               | Título      | Duración |  |
| 12.                                                               | «Cowboy»    | 3:27     |  |
| 13.                                                               | «I Want...» | 2:55     |  |
| 14.                                                               | «Dragon»    | 3:07     |  |
| 15.                                                               | «Cat»       | 2:56     |  |
| 16.                                                               | «Coldsweat» | 3:42     |  |
| 17.                                                               | «Deus»      | 6:03     |  |
| 54:52                                                             |             |          |  |